# Listă de bivalve din Republica Moldova
Bivalvele din Republica Moldova numără 26 de specii, majoritatea fiind identificate în râurile Nistru, Prut și Lacul Cuciurgan.

## Subclasa Palaeoheterodonta

### Ordinul Unionoida

##### Familia Unionidae
- Anodonta anatina (Linnaeus, 1758)
- Anodonta cygnea (Linnaeus, 1758)
- Pseudanodonta complanata (Rossmässler, 1835)
- Sinanodonta woodiana (Lea, 1834)
- Unio crassus Philipsson, 1788
- Unio pictorum (Linnaeus, 1758)
- Unio tumidus Philipsson, 1788

## Subclasa Heterodonta

### Ordinul Veneroida

#### Suprafamilia Corbiculoidea

##### Familia Sphaeriidae
- Musculium lacustre (Muller, 1774)
- Pisidium amnicum (Muller, 1774)
- Pisidium casertanum (Poli, 1791)
- Pisidium henslowanum (Sheppard, 1823)
- Pisidium milium Held, 1836
- Pisidium nitidum Jenyns, 1832
- Pisidium pulchellum Jenyns, 1832
- Pisidium subtruncatum Malm, 1855
- Pisidium supinum Schmidt, 1851
- Sphaerium corneum (Linnaeus, 1758)
- Sphaerium rivicola (Lamarck, 1818)
- Sphaerium solidum (Normand, 1844)

##### Familia Corbiculidae
- Corbicula fluminea (Muller, 1774)

#### Suprafamilia Dreissenoidea

##### Familia Dreissenidae
- Dreissena polymorpha (Pallas, 1771)
- Dreissena rostriformis (Deshayes, 1838)

#### Suprafamilia Cardioidea

##### Familia Cardiidae
- Hypanis colorata (Eichwald, 1829)
- Hypanis laeviuscula (Martens, 1874)
- Hypanis plicata (Eichwald, 1829)
- Hypanis pontica (Eichwald, 1838)